# Sori
För andra betydelser, se Sori (olika betydelser).
Sori är en kommun i  storstadsregionen Genua, innan 2015 provinsen Genova, i regionen Ligurien, omkring 17 km sydost om Genua. Kommunen hade 4 033 invånare (2018). på en areal av 13,07 km². Kommunen gränsar till kommunerna Avegno, Bargagli, Bogliasco, Genua, Lumarzo, Pieve Ligure, Recco samt Uscio.